# American Racing Series 1989
De 1989 HFC American Racing Series Kampioenschap was het vierde kampioenschap van de Indy Lights.

## Teams en rijders
De teams reden met een March 86A-chassis en een 3.5 L Buick V6-motor.
| Team                     | Nr. | Rijder              | Sponsor(s)                                    | Opmerkingen |
| ------------------------ | --- | ------------------- | --------------------------------------------- | --- |
| TEAMKAR International    | 2   | Ted Prappas         |                                               | Reed in Phoenix, Long Beach en Detroit                                                                          |
| TEAMKAR International    | 2   | Brian Bonner        | Espo Litho                                    | Reed in Mid-Ohio en Laguna Seca                                                                                 |
| TEAMKAR International    | 3   | Marty Roth          |                                               | Reed in Detroit, New Jersey en Toronto                                                                          |
| Stuart Moore Racing      | 4   | Steve Shelton       | Justin Entertainment                          | Reed in Milwaukee, Detroit, Portland, New Jersey, Toronto, Mid-Ohio, Elkhart Lake en Laguna Seca                |
| Stuart Moore Racing      | 98  | Steve Shelton       |                                               | Reed de eerste twee races                                                                                       |
| Stuart Moore Racing      | 99  | John Thompson       | Thompson Organization                         | Reed in Phoenix, Long Beach, Milwaukee en Portland                                                              |
| Stuart Moore Racing      | 99  | Jeff Purner         | GE Plastics                                   | Reed alleen in Detroit                                                                                          |
| Stuart Moore Racing      | 99  | Marty Roth          | Avron Group                                   | Reed alleen in Pennsylvania                                                                                     |
| Leading Edge Motorsports | 5   | Mike Groff          | Mitchell Hair Salon / Condor Aerial Platforms | |
| Leading Edge Motorsports | 12  | Dave Kudrave        | Arciero Wines                                 | |
| Performance Motorsports  | 7   | Gary Rubio          | Smithtown Nissan / Aztec Fine Printing        | |
| Maple Leaf Racing        | 9   | Paul Tracy          | Sherman Williams                              | Reed de laatste race niet                                                                                       |
| Baci Racing              | 10  | Hunter Jones        | Young Drivers of America / Labatts            | Reed in Detroit, New Jersey, Toronto, Pocono, Mid-Ohio en Elkhart Lake                                          |
| Baci Racing              | 10  | Jeff Andretti       |                                               | Reed alleen in Pennsylvania                                                                                     |
| Baci Racing              | 10  | Arthur Abrahams     |                                               | Reed alleen in Laguna Seca                                                                                      |
| A.J. Foyt Enterprises    | 14  | Tony George         | Skoal Bandit                                  | |
| C.P. Racing              | 20  | Johnny O'Connell    |                                               | |
| P.I.G. Racing            | 21  | P.J. Jones          | American Racing Wheels                        | |
| P.I.G. Racing            | 77  | Dean Hall           | Say No To Drugs                               | Reed de eerste drie races                                                                                       |
| P.I.G. Racing            | 77  | Calvin Fish         | Say No To Drugs                               | Reed alleen in Detroit                                                                                          |
| P.I.G. Racing            | 77  | Ted Prappas         | Say No To Drugs                               | Reed de laatste acht races                                                                                      |
| Landford Racing          | 22  | Tom Christoff       |                                               | |
| Landford Racing          | 44  | Tommy Byrne         |                                               | |
| Thieman Racing           | 27  | Mitch Thieman       | Wood Air Oak Vents                            | Reed in Long Beach en Portland                                                                                  |
| R & K Racing             | 33  | Steve Barclay       |                                               | Reed de eerste twee races                                                                                       |
| Barclay Racing           | 33  | Steve Barclay       | DMC Graphics                                  | Reed alleen in Portland                                                                                         |
| Barclay Racing           | 33  | Harry Sauce         |                                               | Reed alleen in Mid-Ohio                                                                                         |
| Barclay Racing           | 33  | Jimmy Vasser        |                                               | Reed alleen in Laguna Seca                                                                                      |
| Genoa Racing             | 36  | Vinicio Salmi       | Diadora Diemme                                | Reed in Phoenix, Long Beach, Portland, New Jersey, Toronto, Mid-Ohio, Elkhart Lake, Pennsylvania en Laguna Seca |
| Walther Racing           | 55  | Salt Walther        |                                               | Reed in Pocono en Laguna Seca                                                                                   |
| Roquin Motorsports       | 64  | Roberto Quintanilla | Laredo National Bank / Transportes            | Reed niet in Portland                                                                                           |
| Panasonic Racing         | 70  | Hiro Matsushita     | Panasonic                                     | Reed in Portland, New Jersey, Toronto en Pennsylvania                                                           |
| McNeill Motorsports      | 88  | Cathy Muller        | New American Sound                            | Reed alleen de laatste race                                                                                     |
| McNeill Motorsports      | 89  | Daniel Campeau      | Federated Dept. Stores                        | Reed de eerste negen races                                                                                      |
| McNeill Motorsports      | 89  | Harald Huysman      | Hydro Aluminum                                | Reed alleen de laatste race                                                                                     |

## Races
| Race | Datum        | Circuit                        | Locatie             |
| ---- | ------------ | ------------------------------ | ------------------- |
| 1    | 8 April      | Phoenix International Raceway  | Phoenix, AZ         |
| 2    | 16 April     | Long Beach street circuit      | Long Beach, CA      |
| 3    | 4 Juni       | Milwaukee Mile                 | West Allis, WI      |
| 4    | 18 Juni      | Belle Isle Raceway             | Detroit, MI         |
| 5    | 25 Juni      | Portland International Raceway | Portland, OR        |
| 6    | 16 Juli      | Meadowlands Sports Complex     | East Rutherford, NJ |
| 7    | 23 Juli      | Exhibition Place               | Toronto, ON         |
| 8    | 19 Augustus  | Pocono Raceway                 | Pocono, PE          |
| 9    | 3 September  | Mid-Ohio Sports Car Course     | Lexington, OH       |
| 10   | 10 September | Road America                   | Elkhart Lake, WI    |
| 11   | 24 September | Nazareth Speedway              | Nazareth, PE        |
| 12   | 15 Oktober   | Laguna Seca Raceway            | Monterey, CA        |

## Race resultaten
| Race | Race naam    | Pole positie     | Snelste ronde | Meeste ronden aan de leiding | Winnende rijder  | Winnende team            |
| ---- | ------------ | ---------------- | ------------- | ---------------------------- | ---------------- | ------------------------ |
| 1    | Phoenix      | Mike Groff       | ?             | Mike Groff                   | Mike Groff       | Leading Edge Motorsports |
| 2    | Long Beach   | Tommy Byrne      | ?             | Tommy Byrne                  | Tommy Byrne      | Landford Racing          |
| 3    | Milwaukee    | Mike Groff       | ?             | Mike Groff                   | Mike Groff       | Leading Edge Motorsports |
| 4    | Belle Isle   | Johnny O'Connell | ?             | Paul Tracy                   | Ted Prappas      | TEAMKAR International    |
| 5    | Portland     | Tommy Byrne      | ?             | Tommy Byrne                  | Tommy Byrne      | Landford Racing          |
| 6    | New Jersey   | Mike Groff       | ?             | Mike Groff                   | Mike Groff       | Leading Edge Motorsports |
| 7    | Toronto      | Tommy Byrne      | ?             | Tommy Byrne                  | Gary Rubio       | Performance Motorsports  |
| 8    | Pocono       | Tommy Byrne      | ?             | Tommy Byrne                  | Tommy Byrne      | Landford Racing          |
| 9    | Ohio         | Tommy Byrne      | ?             | P.J. Jones                   | P.J. Jones       | P.I.G. Racing            |
| 10   | Elkhart Lake | Ted Prappas      | ?             | Tommy Byrne                  | Tommy Byrne      | Landford Racing          |
| 11   | Nazareth     | Dave Kudrave     | ?             | Mike Groff                   | Mike Groff       | Leading Edge Motorsports |
| 12   | Monterey     | Tommy Byrne      | ?             | Tommy Byrne                  | Johnny O'Connell | C.P. Racing              |

## Uitslagen
| Pos | Rijder              | PHX | LBH | MIL | DET | POR | MWL | TOR | POC | MDO | ROA | NAZ | LS | Punten |
| --- | ------------------- | --- | --- | --- | --- | --- | --- | --- | --- | --- | --- | --- | -- | ------ |
| 1   | Mike Groff          | 1*  | 9   | 1*  | 4   | 5   | 1*  | 7   | 13  | 2   | 4   | 1*  | 2  | 163    |
| 2   | Tommy Byrne         | 12  | 1*  | 4   | 12  | 1*  | 2   | 10* | 1*  | 13  | 1*  | 2   | 4* | 153    |
| 3   | Gary Rubio          | 15  | 12  | 3   | 3   | 4   | 3   | 1   | 2   | 5   | 3   | 5   | 7  | 131    |
| 4   | Dave Kudrave        | 3   | 15  | 2   | 16  | 9   | 14  | 3   | 4   | 8   | 5   | 3   | 5  | 100    |
| 5   | Ted Prappas         | 5   | 10  |     | 1   | 3   | 7   | 4   | 3   | 4   | 12  | 7   | 17 | 99     |
| 6   | P.J. Jones          | 14  | 2   | 9   | 14  | 10  | 9   | 2   | 9   | 1*  | 9   | 9   | 3  | 90     |
| 7   | Johnny O'Connell    | 4   | 16  | 13  | 13  | 8   | 6   | 13  | 5   | 18  | 2   | 13  | 1  | 72     |
| 8   | Paul Tracy          | 2   | 13  | 14  | 11* | 2   | 4   | 16  | 12  | 3   | 10  | 15  |    | 65     |
| 9   | Steve Shelton       | 7   | 14  | 5   | 5   | 7   | 5   | 15  |     | 7   | 11  |     | 6  | 58     |
| 10  | Roberto Quintanilla | 13  | 5   | 11  | 15  |     | 10  | 9   | 6   | 16  | 7   | 6   | 13 | 41     |
| 11  | Tony George         | 8   | 7   | 12  | 9   | 17  | 13  | 8   | 10  | 10  | 8   | 11  | 16 | 34     |
| 11  | Hunter Jones        |     |     |     | 7   |     | 8   | 5   | 8   | 6   | 14  |     |    | 34     |
| 13  | Daniel Campeau      | 17  | 4   | 6   | 6   | 12  | 15  | 11  | 11  | 15  |     |     |    | 33     |
| 14  | Vinicio Salmi       | 11  | 18  |     |     | 6   | 17  | 12  |     | 12  | 6   | 12  | 11 | 23     |
| 15  | Tom Christoff       | 9   | 17  | 8   | 10  | 11  | 11  | 14  | 14  | 9   | 13  | 14  | 15 | 20     |
| 16  | Calvin Fish         |     |     |     | 2   |     |     |     |     |     |     |     |    | 16     |
| 17  | Hiro Matsushita     |     |     |     |     | 13  | 12  | 6   |     |     |     | 8   |    | 14     |
| 17  | Mitch Thieman       |     | 3   |     |     | 16  |     |     |     |     |     |     |    | 14     |
| 17  | John Thompson       | 10  | 8   | 7   |     | 15  |     |     |     |     |     |     |    | 14     |
| 20  | Marty Roth          |     |     |     | DNS |     | 16  | 17  |     |     |     | 4   |    | 12     |
| 21  | Dean Hall           | 16  | 6   | 10  |     |     |     |     |     |     |     |     |    | 11     |
| 22  | Steve Barclay       | 6   | 11  |     |     | 14  |     |     |     |     |     |     |    | 10     |
| 23  | Salt Walther        |     |     |     |     |     |     |     | 7   | 17  |     |     |    | 6      |
| 24  | Jimmy Vasser        |     |     |     |     |     |     |     |     |     |     |     | 8  | 5      |
| 24  | Jeff Purner         |     |     |     | 8   |     |     |     |     |     |     |     |    | 5      |
| 26  | Cathy Muller        |     |     |     |     |     |     |     |     |     |     |     | 9  | 4      |
| 27  | Jeff Andretti       |     |     |     |     |     |     |     |     |     |     | 10  |    | 3      |
| 27  | Brian Bonner        |     |     |     |     |     |     |     |     | 11  |     |     | 12 | 3      |
| 27  | Harald Huysman      |     |     |     |     |     |     |     |     |     |     |     | 10 | 3      |
| 30  | Arthur Abrahams     |     |     |     |     |     |     |     |     |     |     |     | 14 | 0      |
| 30  | Harry Sauce         |     |     |     |     |     |     |     |     | 14  |     |     |    | 0      |
| Pos | Rijder              | PHX | LBH | MIL | DET | POR | MWL | TOR | POC | MDO | ROA | NAZ | LS | Punten |

| Kleur       | Resultaat                       |
| ----------- | ------------------------------- |
| Goud        | Winnaar                         |
| Zilver      | 2de plaats                      |
| Brons       | 3de plaats                      |
| Groen       | 4de en 5de plaats               |
| Lichtblauw  | 6de–10de plaats                 |
| Donkerblauw | Gefinisht (buiten de Top 10)    |
| Paars       | Niet gefinisht                  |
| Rood        | Niet gekwalificeerd (DNQ)       |
| Bruin       | Teruggetrokken (Wth)            |
| Zwart       | Gediskwalificeerd (DSQ)         |
| Wit         | Niet Gestart (DNS)              |
| Blank       | Nam geen deel aan de race (DNP) |
| Blank       | Niet geracet                    |

| Toegevoegde info    |                                                      |
| vet                 | Pole positie (1 punt)                                |
| cursief             | Snelste ronde                                        |
| *                   | Meeste ronden aan de leiding (2 punten)              |
| 1                   | Kwalificatie geannuleerd geen bonuspunten uitgedeeld |
| Rookie van het Jaar |                                                      |
| Rookie              |                                                      |

| Kleur       | Resultaat                       |
| ----------- | ------------------------------- |
| Goud        | Winnaar                         |
| Zilver      | 2de plaats                      |
| Brons       | 3de plaats                      |
| Groen       | 4de en 5de plaats               |
| Lichtblauw  | 6de–10de plaats                 |
| Donkerblauw | Gefinisht (buiten de Top 10)    |
| Paars       | Niet gefinisht                  |
| Rood        | Niet gekwalificeerd (DNQ)       |
| Bruin       | Teruggetrokken (Wth)            |
| Zwart       | Gediskwalificeerd (DSQ)         |
| Wit         | Niet Gestart (DNS)              |
| Blank       | Nam geen deel aan de race (DNP) |
| Blank       | Niet geracet                    |

| Toegevoegde info    |                                                      |
| vet                 | Pole positie (1 punt)                                |
| cursief             | Snelste ronde                                        |
| *                   | Meeste ronden aan de leiding (2 punten)              |
| 1                   | Kwalificatie geannuleerd geen bonuspunten uitgedeeld |
| Rookie van het Jaar |                                                      |
| Rookie              |                                                      |

| Positie | 1  | 2  | 3  | 4  | 5  | 6 | 7 | 8 | 9 | 10 | 11 | 12 |
| ------- | -- | -- | -- | -- | -- | - | - | - | - | -- | -- | -- |
| Punten  | 20 | 16 | 14 | 12 | 10 | 8 | 6 | 5 | 4 | 3  | 2  | 1  |

1986 ·
1987 ·
1988 ·
1989 ·
1990 ·
1991 ·
1992 ·
1993 ·
1994 ·
1995 ·
1996 ·
1997 · 
1998 ·
1999 ·
2000 ·
2001 ·
2002 ·
2003 ·
2004 ·
2005 ·
2006 ·
2007 ·
2008 ·
2009 ·
2010 ·
2011 ·
2012 ·
2013 ·
2014 ·
2015 ·
2016 ·
2017 ·
2018 ·
2019 ·
2020 ·
2021 ·
2022 ·
2023 ·
2024 ·
2025

Lijst van coureurs